# Адміністративний устрій Олександрівського району (Кіровоградська область)
Адміністративний устрій Олександрівського району — адміністративно-територіальний поділ Олександрівського району Кіровоградської області на 3 селищну раду та 20 сільських рад, які об'єднують 53 населені пункти та підпорядковані Олександрівській районній раді. Адміністративний центр — смт Олександрівка.

## Список радОлександрівського району
| №  | Назва                            | Центр              | Населені пункти                                                        | Площа км² | Місце за площею | Населення (2001), чол. | Місце за населенням |
| -- | -------------------------------- | ------------------ | ---------------------------------------------------------------------- | --------- | --------------- | ---------------------- | ------------------- |
| 1  | Єлизаветградківська селищна рада | смт Єлизаветградка | смт Єлизаветградка с. Плішки                                           |           |                 |                        |                     |
| 2  | Лісівська селищна рада           | смт Лісове         | смт Лісове                                                             |           |                 |                        |                     |
| 3  | Олександрівська селищна рада     | смт Олександрівка  | смт Олександрівка с. Китайгород с. Северинівка                         |           |                 |                        |                     |
| 4  | Бірківська сільська рада         | с. Бірки           | с. Бірки                                                               |           |                 |                        |                     |
| 5  | Бовтиська сільська рада          | с. Бовтишка        | с. Бовтишка                                                            |           |                 |                        |                     |
| 6  | Букварська сільська рада         | с. Букварка        | с. Букварка с. Роздолля с. Тарасівка                                   |           |                 |                        |                     |
| 7  | Веселівська сільська рада        | с. Веселе          | с. Веселе с. Гайове с. Польове                                         |           |                 |                        |                     |
| 8  | Вищеверещаківська сільська рада  | с. Вищі Верещаки   | с. Вищі Верещаки с. Бурякове с. Любомирка с. Настине                   |           |                 |                        |                     |
| 9  | Голиківська сільська рада        | с. Голикове        | с. Голикове с. Кримки                                                  |           |                 |                        |                     |
| 10 | Івангородська сільська рада      | с. Івангород       | с. Івангород с. Стримівка                                              |           |                 |                        |                     |
| 11 | Красносілківська сільська рада   | с. Красносілка     | с. Красносілка с. Бандурове                                            |           |                 |                        |                     |
| 12 | Красносільська сільська рада     | с. Красносілля     | с. Красносілля с. Гутницька                                            |           |                 |                        |                     |
| 13 | Михайлівська сільська рада       | с. Михайлівка      | с. Михайлівка с. Григорівка                                            |           |                 |                        |                     |
| 14 | Несватківська сільська рада      | с. Несваткове      | с. Несваткове                                                          |           |                 |                        |                     |
| 15 | Підлісненська сільська рада      | с. Підлісне        | с. Підлісне                                                            |           |                 |                        |                     |
| 16 | Родниківська сільська рада       | с. Родниківка      | с. Родниківка с. Липівка с. Мар'янівка с. Могилів Курінь с. Ясинуватка |           |                 |                        |                     |
| 17 | Розумівська сільська рада        | с. Розумівка       | с. Розумівка с. Миколаївка                                             |           |                 |                        |                     |
| 18 | Соснівська сільська рада         | с. Соснівка        | с. Соснівка с. Нижчі Верещаки                                          |           |                 |                        |                     |
| 19 | Ставидлянська сільська рада      | с. Ставидла        | с. Ставидла с. Світова Зірка с. Хайнівка                               |           |                 |                        |                     |
| 20 | Староосотська сільська рада      | с. Стара Осота     | с. Стара Осота с. Іванівка с. Нова Осота с. Поселянівка                |           |                 |                        |                     |
| 21 | Триліська сільська рада          | с. Триліси         | с. Триліси с. Антонівка                                                |           |                 |                        |                     |
| 22 | Цвітненська сільська рада        | с. Цвітне          | с. Цвітне с. Ружичеве                                                  |           |                 |                        |                     |
| 23 | Ясинівська сільська рада         | с. Ясинове         | с. Ясинове с. Біляївка с. Омельгород                                   |           |                 |                        |                     |